# Onychium divaricatum
Onychium divaricatum là một loài dương xỉ trong họ Pteridaceae. Loài này được Poir. Alston mô tả khoa học đầu tiên năm 1956.